# Бела Абзуг
Бела Савитски Абзуг (енгл. Bella Savitsky Abzug; Њујорк, 24. јул 1920 — Њујорк, САД, 31. март 1998) је била америчка политичарка, чланица конгреса, адвокат и истакнута активисткиња америчког феминистичког покрета. Заједно са Бети Фридан и Глоријом Штајнем основала је Национални женски политички кокус (енгл. National Women's Political Caucus). Између 1971. и 1977. године била је чланица Представничког дома САД. За време кампање за представнички дом, током 1970, користила је познати слоган „Овој жени је место у дому - представничком дому“. Џералд Форд ју је именовао за председницу националне комисије која је имала задатак да надзире Међународну женску годину и да организује Националну женску конференцију. За време председника Џимија Картера била је председница комисије за жене.
Једна је од првих чланова конгреса која је подржала геј права. Заједно са Едом Кохом, који је касније постао градоначелник Њујорка, предложила је први федерални закон о геј правима, познат као Закон о једнакости из 1974. (енгл. Equality Act of 1974).